# Tubantes

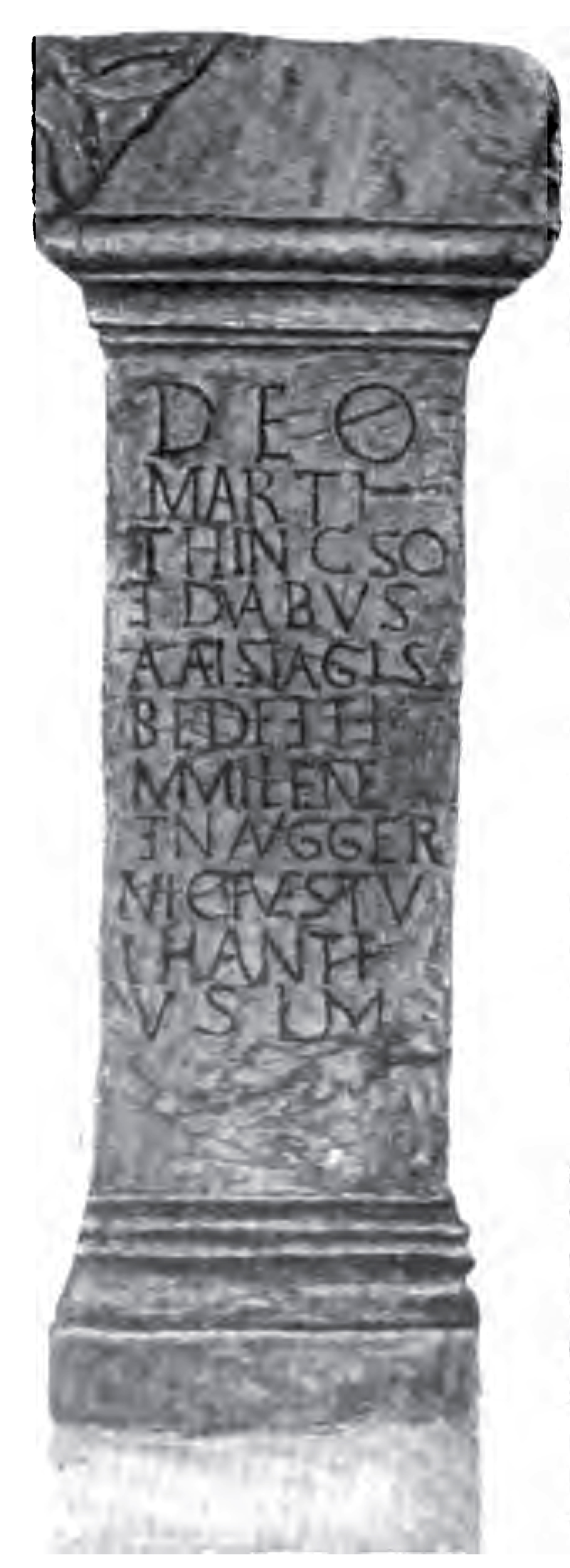
Peça arqueológica, encontrada nas proximidades do Muro de Adriano, que trazem inscrições sacrais referentes aos Tubantes ou Tuihanti.

Os Tubantes eram, de acordo com o historiador romano Tácito, uma tribo germânica, que viveu na parte leste da Holanda. Eles foram muitas vezes equiparados ao Tuihanti, de cujos registros os sabemos a partir de duas inscrições encontradas perto do muro de Adriano. O moderno nome de Twente deriva, possivelmente, da palavra Tuihanti, o nome mencionado em duas inscrições sacrais encontradas perto da Muralha de Adriano.

Deo / Marti / Thincso / et duabus / Alaisiagis / Bed (a) e et Fi / mmilen (a) e / et n (umini) Ago (usti) Ger / m (ani) cives Tu / ihanti / v (otum) s (olverunt) l (ibentes) m (erito)
Deo / Marti et duabus / Alaisiagis et n (umini) Ago (usti) / Ger (mani) cives Tuihanti / cunei Frisiorum / Ver (covicianorum) Se (ve) r (Iani) Alexand / Riani votum / solverunt / libent [es] / m (erito)

## História
Pouco se sabe sobre os Tubantes. Ou eles ficaram fora da maior parte dos conflitos com roma e outros povos vizinhos e por isso pouco foram mencionados ou a sua contribuição foi muito pequena para justificar a menção explícita das poucas fontes históricas de que dispomos.
A primeira vez que eles são mencionados figura na descrição da primeira expedição [punitiva] no ano 14, contra os Marsos, que haviam atacado as legiões romanas cinco anos antes. Eles [os Tubantes], em coligação com os Brúcteros e Usípetes, emboscaram as forças romanas que regressavam, no trimestre de inverno, provavelmente em algum lugar do Münsterland. Ambas as tribos sofreram uma grande derrota.
Em 69, eles forneceram uma coorte durante a Revolta Bataviana, que foi destruída pelos Úbios e em 308 juntou-se à aliança contra Constantino durante a sua campanha contra o Brúcteros. Em favor dos Brúcteros, formou-se uma aliança de tribos germânicas, incluindo os Tubantes, para invadir o Império Romano. Constantino conseguiu derrotá-los.
No final do século IV, os Tubantes se fundiram com os Saxões.
Hoje em dia, restam os remanescentes dos Tubantes a figurar em locais, empresas, companhias, agremiações, como no nome do jornal O Twentsche Courant Tubantia, no futebol HVV Tubantia (Hengelo) e Tubantia Borgerhout (Antuérpia), Remo Twente, Clube Tubantia (Hengelo), no escotismo Tubanten (Almelo) e nas filmagens Tubantia Rijssen (Rijssen) e o Tubantiasingel Tubantia Street, em Enschede, etc.. 

## Arqueologia
Arqueologia mostra que a região associada aos Tubantes era habitada mais ou menos continuamente desde a última idade do gelo. A região é muito fértil, propiciando a agricultura e a pecuária. A paisagem é marcada por colinas artificiais, chamado es ou esch, que foram formadas por um depósito natural de excrementos misturado com outras substâncias diversas. Exemplos incluem o Esch Fleringer, perto Fleringen e o Es Usseler, também conhecido como Esch Usseler, perto de Usselo.
Há evidências arqueológicas de (relativamente) a produção de ferro em grande escala na região, especificamente perto Heeten, mostrando que a população local entendia e praticava o processo de produção de aço, com um teor de carbono de 2%. O minério utilizado foi o abundante ferro bog. Os locais de produção podem ser datados no período entre 280 e 350.

## Localização
Quando os romanos chegaram, várias tribos foram localizados na região dos Países Baixos, que residiam nas partes habitáveis mais altas, especialmente no leste e sul. Essas tribos não deixaram registros escritos. Todas as informações conhecidas sobre elas durante este período pré-romano é baseada no que os romanos, mais tarde, escreveram sobre as mesmas.

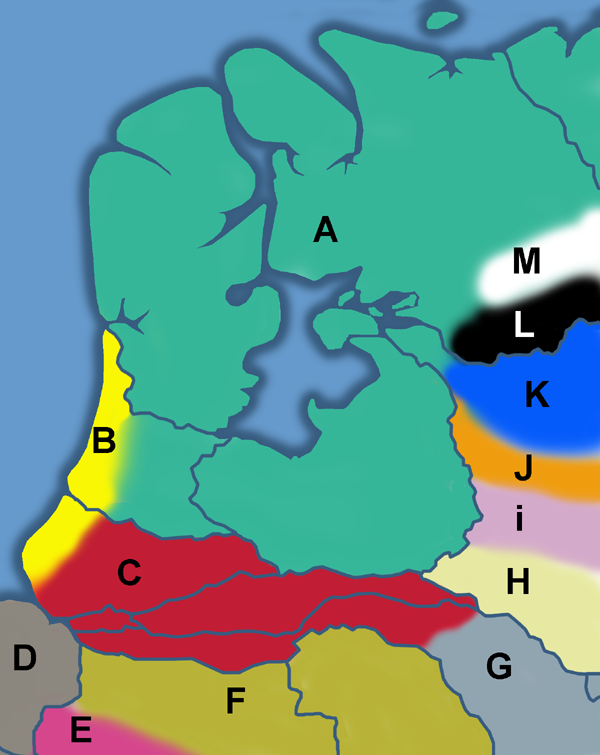
O local aproximado (hoje Holanda) onde as tribos germânicas se assentaram no séc. I. Os limites exatos são desconhecidos entretanto, e H a M em particular, não devem ser considerados como representações exatas.

As tribos mostrado no mapa à esquerda são:
- A. Frísios,
- B. Caninefates,
- C. Batavos,
- D. Marsos,
- E. Toxandros,
- F. Menápios,
- G. Ampsivários,
- H. Camavos,
- I. Sicambros,
- J. Brúcteros,
- K. Tubantes,
- L. Usípetes e
- M. Tencteros.

Outros grupos tribais não mostrados neste mapa, mas associado com a Holanda são:
- Ambianos,
- Catos,
- Catuários,
- Morinos,
- Salianos,
- Tungros e
- Úbios.